# Kazimierz Staszewski (krajoznawca)

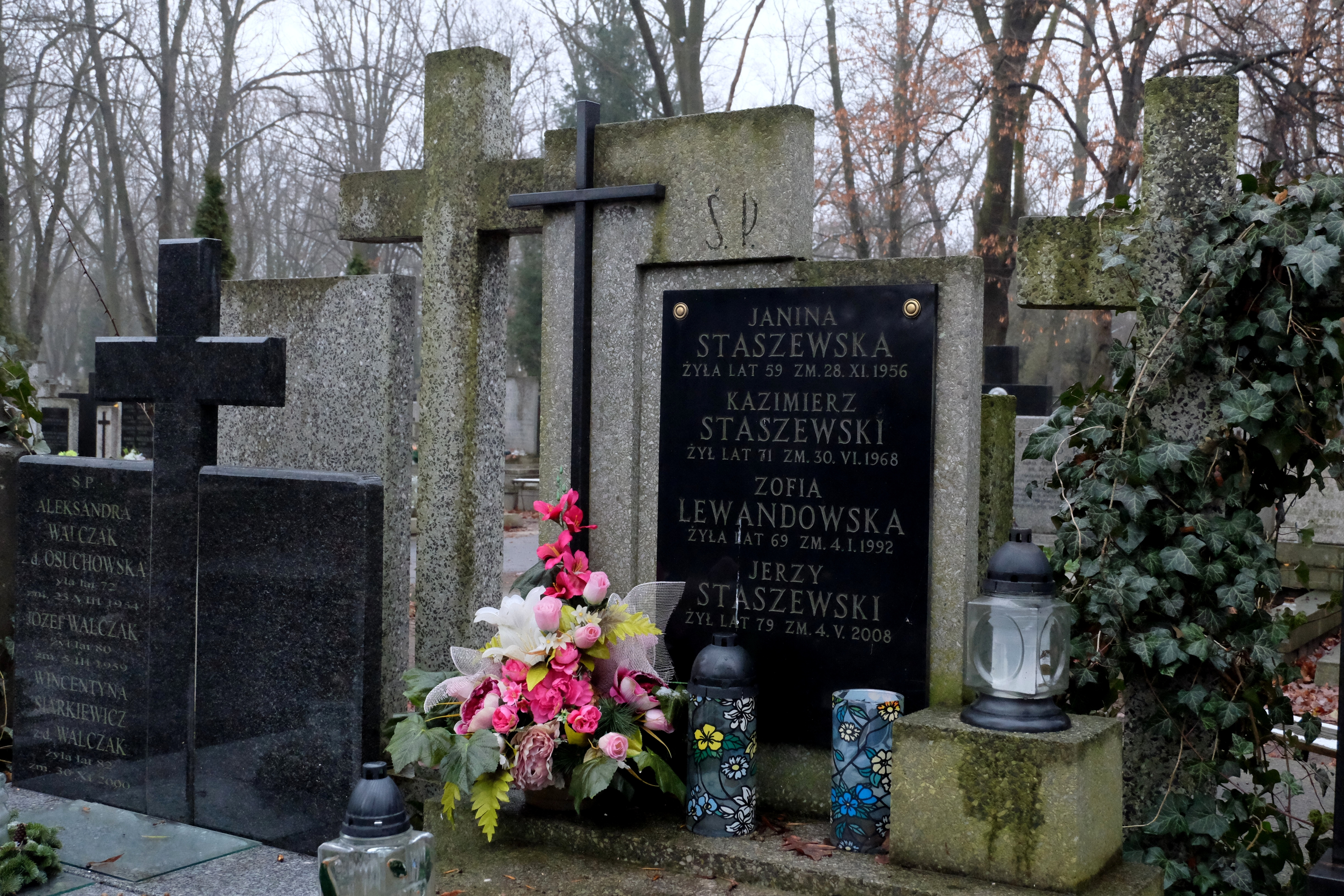
Grób Kazimierza Staszewskiego na cmentarzu Bródnowskim

Kazimierz Staszewski (ur. 26 maja 1897 w Pabianicach, zm. 30 czerwca 1968 w Warszawie) – polski pedagog, krajoznawca, działacz krajoznawczy, publicysta i działacz społeczno-polityczny. Patron Oddziału PTTK w Pabianicach.
Syn Stanisława i Anieli z domu Pyrek, ojciec Stanisława, dziadek Kazimierza (Kazika). Na budynku, w którym się urodził, w 2010 r. odsłonięto pamiątkową tablicę poświęconą trzem pokoleniom Staszewskich: Kazimierzowi, Stanisławowi i Kazikowi. W siedzibie Muzeum Miasta Pabianic eksponowana była w tym samym roku przez 3 miesiące wystawa pt. „Pabianickie korzenie rodziny Staszewskich”.

## Działalność zawodowa i społeczna
Od 1916 r. pracował jako nauczyciel w szkołach powszechnych, w latach 1922–1924 kształcił się w Państwowym Instytucie Nauczycielskim, a po powrocie do Pabianic został kierownikiem publicznej szkoły powszechnej nr  5 im. G. Piramowicza, zaś w latach 1925–1927 był równocześnie dyrektorem Miejskiego Seminarium Nauczycielskiego.
W 1934 r. przeniósł się z Pabianic do Warszawy, powołany do pracy w Zarządzie Głównym ZNP. Do PTK wstąpił w 1920 r., był współorganizatorem koła PTK w Pabianicach, a od 1926 r. jego przewodniczącym. W 1929 r. doprowadził do powstania Oddziału PTK w Pabianicach. Również w 1929 r. wydał Ilustrowany przewodnik po Pabianicach, Łasku i powiecie łaskim. 6 listopada 1932 r. na zjeździe delegatów PTK w Łodzi powołano Zarząd Okręgu Wojewódzkiego PTK w Łodzi a jemu powierzono funkcję prezesa Zarządu Okręgu.
W 1935 r. został wybrany Sekretarzem Generalnym PTK i objął redakcję „Biuletynu PTK”. Na tym stanowisku pracował do wybuchu II wojny światowej.
Po wyzwoleniu Pragi organizował od 1944 r. szkolnictwo podstawowe w prawobrzeżnej części stolicy. W 1945 r. przystąpił do reaktywowania PTK. Sekretariat PTK mieścił się początkowo w jego prywatnym mieszkaniu. Do 1950 r. był Sekretarzem Generalnym i wiceprezesem PTK. Posiadał godność członka honorowego PTK.
W latach 1947–1950 był redaktorem serii wydawniczej „Piękno Polski” Instytutu Wydawniczego „Nasza Księgarnia”. 
W grudniu 1950 r. na zjeździe zjednoczeniowym PTK i PTT tworzącym PTTK wybrany został członkiem Zarządu Głównego PTTK i przewodniczącym Komisji Krajoznawczej, funkcję tę pełnił do 1959 r.
Był członkiem komitetu redakcyjnego miesięcznika „Poznaj swój kraj”. V Zjazd Delegatów PTTK 4 maja 1962 r. nadał mu godność Członka Honorowego PTTK
Od 1964 r. był członkiem komitetu redakcyjnego rocznika „Ziemia”.
Opublikował liczne biografie działaczy i wiele artykułów z dziedziny turystyki i krajoznawstwa.
Był działaczem ZNP.
W latach 1958–1965 był członkiem prezydium Komisji Krajoznawstwa i Turystyki Szkolnej w Ministerstwie Oświaty.
Zmarł 30 czerwca 1968 r. w Warszawie, Pochowany na cmentarzu Bródnowskim (kw. 10F, rząd II, grób 29).

## Ordery i odznaczenia
- Krzyż Kawalerski Orderu Odrodzenia Polski (1956)
- Złoty Krzyż Zasługi
- Srebrny Krzyż Zasługi (9 listopada 1931)[3]
- Srebrny Wawrzyn Akademicki (5 listopada 1935)[4]
- Złota Odznaka PTK (1935)
- Złota Honorowa Odznaka PTTK (1956)
- Złota Odznaka „Zasłużony Działacz Turystyki”
- Medal Aleksandra Janowskiego (1960)